# Aeschynomene stipulosa
Aeschynomene stipulosa är en ärtväxtart som beskrevs av Bernard Verdcourt. Aeschynomene stipulosa ingår i släktet Aeschynomene och familjen ärtväxter. Inga underarter finns listade i Catalogue of Life.